# Grapsus grapsus
Grapsus grapsus és una espècie de crustaci decàpode de la família Grapsidae. És un dels crancs més comuns de la costa pacífica i les illes d'Amèrica del Sud. Es pot trobar també a les costes pacífiques d'Amèrica Central i Mèxic.
És una de les espècies característiques de les illes Galápagos, on és conegut amb el nom de "zayapa" i és molt abundant i fàcil d'observar al costat de les iguanes marines. Les cries són de color negre, però els adults presenten un característic color marronós o vermellós, que tendeix al blau a la part inferior. S'alimenta d'algues i petites restes d'animals, que obté seguint el curs de les marees.
Fins al 1990 es considerava de la mateixa espècie amb Grapsus adscensionis, però aquest últim es troba a l'Atlàntic oriental, mentre que Grapsus grapsus no.

## Grapsus grapsusa les illes Galápagos

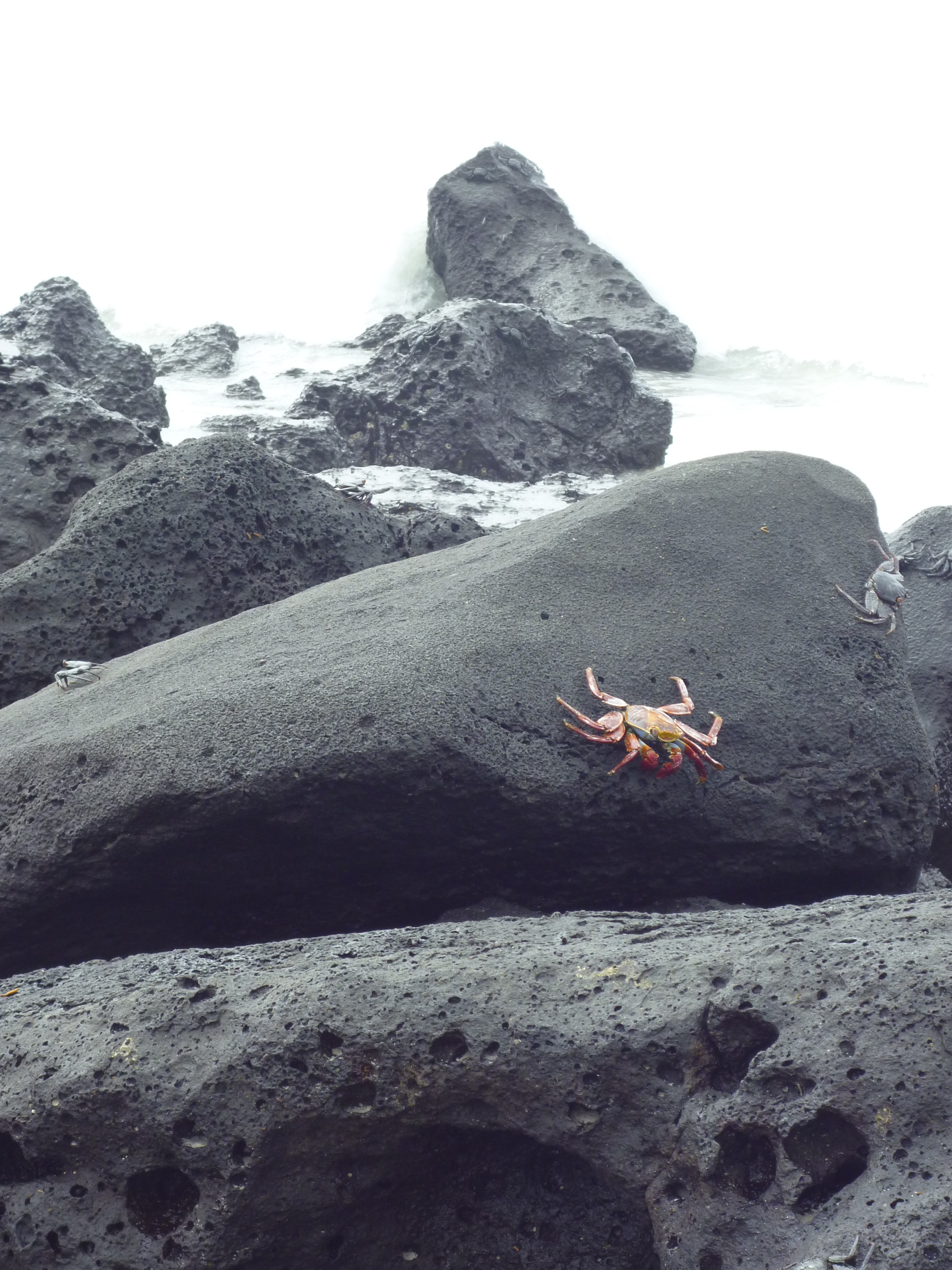
Grapsus grapsus
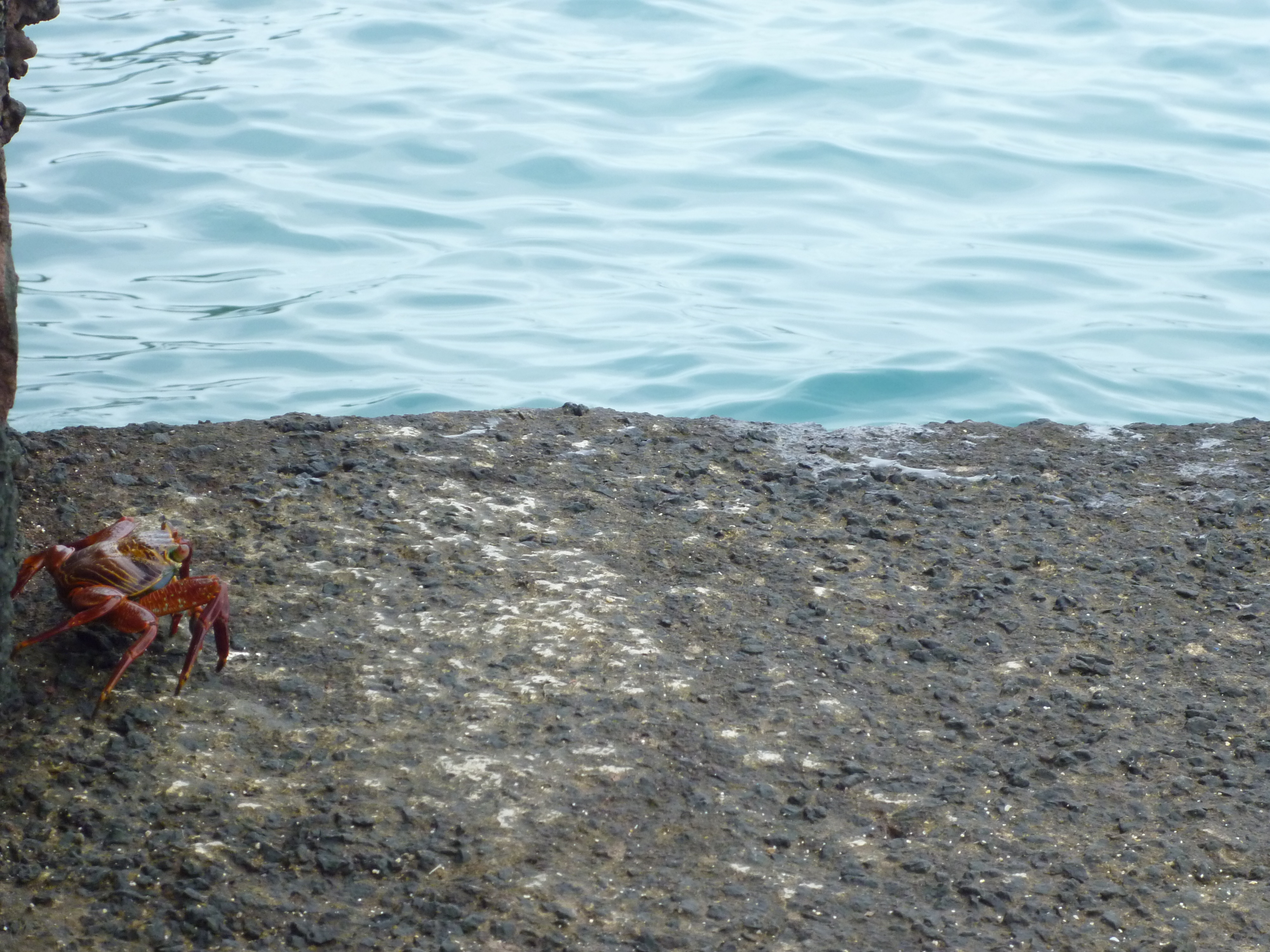
Grapsus grapsus